# Jurij Lagutin
Jurij Vasiljevič Lagutin (ukrajinsko Юрій Васильович Лагутін), sovjetski rokometaš, * 15. februar 1949, † 30. april 1978.
Leta 1972 je na poletnih olimpijskih igrah v Münchnu v sestavi sovjetske rokometne reprezentance osvojil peto mesto.